# Ушак
Ушак (на турски: Uşak) е град и административен център на вилает Ушак в Западна Турция. Населението му е 172 709 жители (2007 г.). Пощенският му код е 64xxx, а телефонният (+90) 276. Град Ушак е известен с килимите си. Градът се намира на 210 км от Измир.